# سیلور مون
نگهبانان زیبا سِیلر مون (به ژاپنی: 美少女戦士セーラームーン Bishōjo Senshi Sērā Mūn) یک مجموعه مانگا شوجو ژاپنی که توسط نائوکو تاکوچی نوشته و طراحی شده است. این مجموعه برای اولین بار توسط انتشارات کودانشا در مجله ناکایوشی از دسامبر ۱۹۹۱ تا فوریه ۱۹۹۷ به چاپ رسید.
داستان مجموعه دربارهٔ ماجراجویی‌های دختری جوان به نام اوساگی سوکینو است که زندگی او بعد از آشنایی با لونا، گربه‌ای سخنگو دست‌خوش تغییر می‌شود. اوساگی پس از این ماجرا، مطلع می‌شود که یک سیلر مون است و وظیفهٔ مبارزه با شیاطین و اجرای عدالت به نام ماه و پرنسس اسرارآمیز ماه را برعهده دارد.
یک مجموعه تلویزیونی انیمه توسط استودیو توئی انیمیشن بر اساس نسخهٔ مانگا دستمایه اقتباس قرار گرفت که بین سال‌های ۱۹۹۲ تا ۱۹۹۷ میلادی از شبکه تی‌وی آساهی در پنج فصل متفاوت و جمعاً ۲۰۰ قسمت پخش شد. توئی انیمیشن همچنین سه فیلم سینمایی انیمیشنی، یک مجموعه تلویزیونی ویژه، سه فیلم کوتاه و یک مجموعه تلویزیونی نیز از روی این عنوان ساخته است. نسخه بازسازی شده انیمه نیز به نام نگهبانان زیبا سیلور مون کریستال به مناسبت بیستمین سالگرد این عنوان محبوب شوجو، با کمی تأخیر از سال ۲۰۱۴ در رسانه‌های گروهی پخش شد.

## خلاصه داستان
شخصیت اصلی داستان دختری است دست و پا چلفتی به نام اوساگی سوکینو که خیلی راحت به گریه می‌افتد. اما در طرف مقابل، سوکینو دختری بسیار شاداب و پر انرژی است. در یکی از روزها با گربه‌ای سیاه روبرو می‌شود که این گربه به سوکینو قدرت تبدیل شدن و تغییر شکل‌دادن به سیلور مون رو می‌دهد. لونا گربه داستان، برای سوکینو شرح می‌دهد که اون به عنوان یکی از محافظین عدالت برای مبارزه با شر انتخاب شده و حالا ماجراجویی این دختر به عنوان یک سیلور مون شروع می‌شود. پیدا کردن کریستال نقره‌ای و محافظین دیگر برای محافظت از پرنسس ماه داستان و…